# エリック・シウバ
エリック・シウバ（Erick Silva、1984年6月21日 - ）は、ブラジルの男性元総合格闘家。エスピリトサント州ヴィラ・ヴェーリャ出身。キングスMMA所属。元Jungle Fightウェルター級王者。
ヴァリッジ・イズマイウがマネージャーを務めている。

## 来歴
2000年からアリアンシ柔術アカデミーのホドリゴ・ダムの下でブラジリアン柔術を始める。柔術では州王者の経験を持つ。
2005年プロ総合格闘家デビュー。Jungle Fightなどの大会で勝ち星を積んだ。

### UFC
2011年8月27日、UFC初参戦となったUFC 134で修斗世界ミドル級（-76kg）王者のルイス・ラモスと対戦し、右フックでダウンを奪いパウンドでTKO勝ちを収めた。
2012年1月14日、UFC 142でカーロ・プラターと対戦し、膝蹴りでダウンを奪い追撃のパウンドを浴びせてKOするが、レフェリーのマリオ・ヤマサキに後頭部へパウンドを打ったと見なされ反則で失格負け。ただし、リプレイを見るとほとんどの攻撃は後頭部を打っているとは見えず、後にヤマサキは誤審であった事を認めた。
2012年6月8日、UFC on FX 3でチャーリー・ブレネマンと対戦し、リアネイキドチョークで一本勝ち。サブミッション・オブ・ザ・ナイトを受賞した。
2012年10月13日、母国ブラジルで開催されたUFC 153でジョン・フィッチと対戦し、判定負け。ファイト・オブ・ザ・ナイトを受賞した。
2013年10月9日、ブラジルで開催されたUFC Fight Night: Maia vs. Shieldsでキム・ドンヒョンと対戦し、2RKO負け。
2014年2月15日、UFC Fight Night: Machida vs. Mousasiで佐藤豪則と対戦し、1RKO勝ち。パフォーマンス・オブ・ザ・ナイトを受賞した。
2014年5月10日、UFC Fight Night: Brown vs. Silvaでウェルター級ランキング7位のマット・ブラウンと対戦し、3RTKO負け。ファイト・オブ・ザ・ナイトを受賞した。
2015年8月23日、UFC Fight Night: Holloway vs. Oliveiraでウェルター級ランキング15位のニール・マグニーと対戦し、1-2の判定負け。
2016年9月24日、UFC Fight Night: Cyborg vs. Lansbergでルアン・シャガスと対戦。1Rからダウンの奪い合いになりピンチに陥る場面もあったが3Rにリアネイキドチョークで一本勝ち。ファイト・オブ・ザ・ナイトを受賞した。

## 戦績
| 総合格闘技 戦績 | 総合格闘技 戦績 | 総合格闘技 戦績 | 総合格闘技 戦績 | 総合格闘技 戦績 | 総合格闘技 戦績 | 総合格闘技 戦績 |
| --------------- | --------------- | --------------- | --------------- | --------------- | --------------- | --------------- |
| 28 試合         | (T)KO           | 一本            | 判定            | その他          | 引き分け        | 無効試合        |
| 19 勝           | 4               | 12              | 3               | 0               | 0               | 1               |
| 8 敗            | 4               | 0               | 3               | 1               | 0               | 1               |

| 勝敗 | 対戦相手                         | 試合結果                                     | 大会名                                                     | 開催年月日     |
| ×    | ジョーダン・メイン               | 5分3R終了 判定0-3                            | UFC on FOX 26: Lawler vs. dos Anjos                        | 2017年12月16日 |
| ×    | ヤンシー・メデイロス             | 2R 2:01 TKO（左フック→パウンド）             | UFC 212: Aldo vs. Holloway                                 | 2017年6月3日   |
| ○    | ルアン・シャガス                 | 3R 3:57 リアネイキドチョーク                 | UFC Fight Night: Cyborg vs. Lansberg                       | 2016年9月24日  |
| ×    | ノーディン・タレブ               | 2R 1:34 KO（右ストレート）                   | UFC 196: McGregor vs. Diaz                                 | 2016年3月5日   |
| ×    | ニール・マグニー                 | 5分3R終了 判定1-2                            | UFC Fight Night: Holloway vs. Oliveira                     | 2015年8月23日  |
| ○    | ジョシュ・コスチェック           | 1R 4:21 ギロチンチョーク                     | UFC Fight Night: Maia vs. LaFlare                          | 2015年3月21日  |
| ○    | マイク・ローデス                 | 1R 1:15 肩固め                               | UFC Fight Night: Machida vs. Dollaway                      | 2014年12月20日 |
| ×    | マット・ブラウン                 | 3R 2:11 TKO（パウンド）                      | UFC Fight Night: Brown vs. Silva                           | 2014年5月10日  |
| ○    | 佐藤豪則                         | 1R 0:52 KO（パウンド）                       | UFC Fight Night: Machida vs. Mousasi                       | 2014年2月15日  |
| ×    | キム・ドンヒョン                 | 2R 3:01 KO（左ストレート）                   | UFC Fight Night: Maia vs. Shields                          | 2013年10月9日  |
| ○    | ジェイソン・ハイ                 | 1R 1:11 腕ひしぎ三角固め                     | UFC on Fuel TV 10: Nogueira vs. Werdum                     | 2013年6月8日   |
| ×    | ジョン・フィッチ                 | 5分3R終了 判定0-3                            | UFC 153: Silva vs. Bonnar                                  | 2012年10月13日 |
| ○    | チャーリー・ブレネマン           | 1R 4:33 リアネイキドチョーク                 | UFC on FX 3: Johnson vs. McCall                            | 2012年6月8日   |
| ×    | カーロ・プラター                 | 1R 0:29 失格（後頭部へのパンチ）             | UFC 142: Aldo vs. Mendes                                   | 2012年1月14日  |
| ○    | ルイス・ラモス                   | 1R 0:40 TKO（右フック→パウンド）             | UFC 134: Silva vs. Okami                                   | 2011年8月27日  |
| ○    | フランシスコ・アヨン             | 1R 1:07 腕ひしぎ三角絞め                     | Jungle Fight 23 【ウェルター級王座決定トーナメント 決勝】  | 2010年10月30日 |
| ○    | ギルデ・フレイタス               | 3R 0:57 ギロチンチョーク                     | Jungle Fight 23 【ウェルター級王座決定トーナメント 1回戦】 | 2010年10月30日 |
| ○    | ジョゼ・ジ・ヒバマール           | 2R 3:39 KO（膝蹴り→パウンド）                | Jungle Fight 21                                            | 2010年7月31日  |
| －   | エンリケ・オリヴェイラ           | 2R 3:57 ノーコンテスト（グラウンドの膝蹴り） | Jungle Fight 17: Vila Velha                                | 2010年2月27日  |
| ○    | ジョルジ・ルイス・ベゼハ         | 5分3R終了 判定3-0                            | Jungle Fight 15                                            | 2009年9月19日  |
| ○    | カルロス・ヴィラモール           | 2R 2:38 ヒールフック                         | Jungle Fight 14: Ceara                                     | 2009年5月9日   |
| ○    | イゴール・フェルナンデス         | 5分3R終了 判定3-0                            | Jungle Fight 11                                            | 2008年9月13日  |
| ○    | カルロス・エドゥアルド・サントス | 3R リアネイキドチョーク                      | Jungle Fight 9: Warriors                                   | 2008年5月31日  |
| ○    | ファビオ・イッサ                 | 5分3R終了 判定3-0                            | Open Fight                                                 | 2007年8月4日   |
| ×    | マリオ・ネト                     | 5分3R終了 判定0-3                            | Superfight Vitoria                                         | 2006年12月10日 |
| ○    | レアンドロ・ズンビ               | 1R 5:22 腕ひしぎ三角絞め                     | MMA: Kombat Espirito Santo                                 | 2006年11月25日 |
| ○    | エンリケ・ランゴ                 | 1R リアネイキドチョーク                      | Guarafight 3                                               | 2006年8月12日  |
| ○    | ジュリアン・ソアレス             | 1R 2:30 KO（パンチ）                         | Guarafight 2                                               | 2006年1月7日   |
| ○    | ファビアーノ・マストドン         | 1R 2:02 リアネイキドチョーク                 | Guarafight 1                                               | 2005年6月4日   |

## 獲得タイトル
- 初代Jungle Fightウェルター級王座（2010年）

## 表彰
- ブラジリアン柔術 黒帯
- 柔道 黒帯
- UFC ファイト・オブ・ザ・ナイト（3回）
- UFC サブミッション・オブ・ザ・ナイト（2回）
- UFC パフォーマンス・オブ・ザ・ナイト（2回）
- SHERDOG ロバー・オブ・ザ・イヤー（2012年）
- SHERDOG ラウンド・オブ・ザ・イヤー（2014年）